# Brevens kyrka

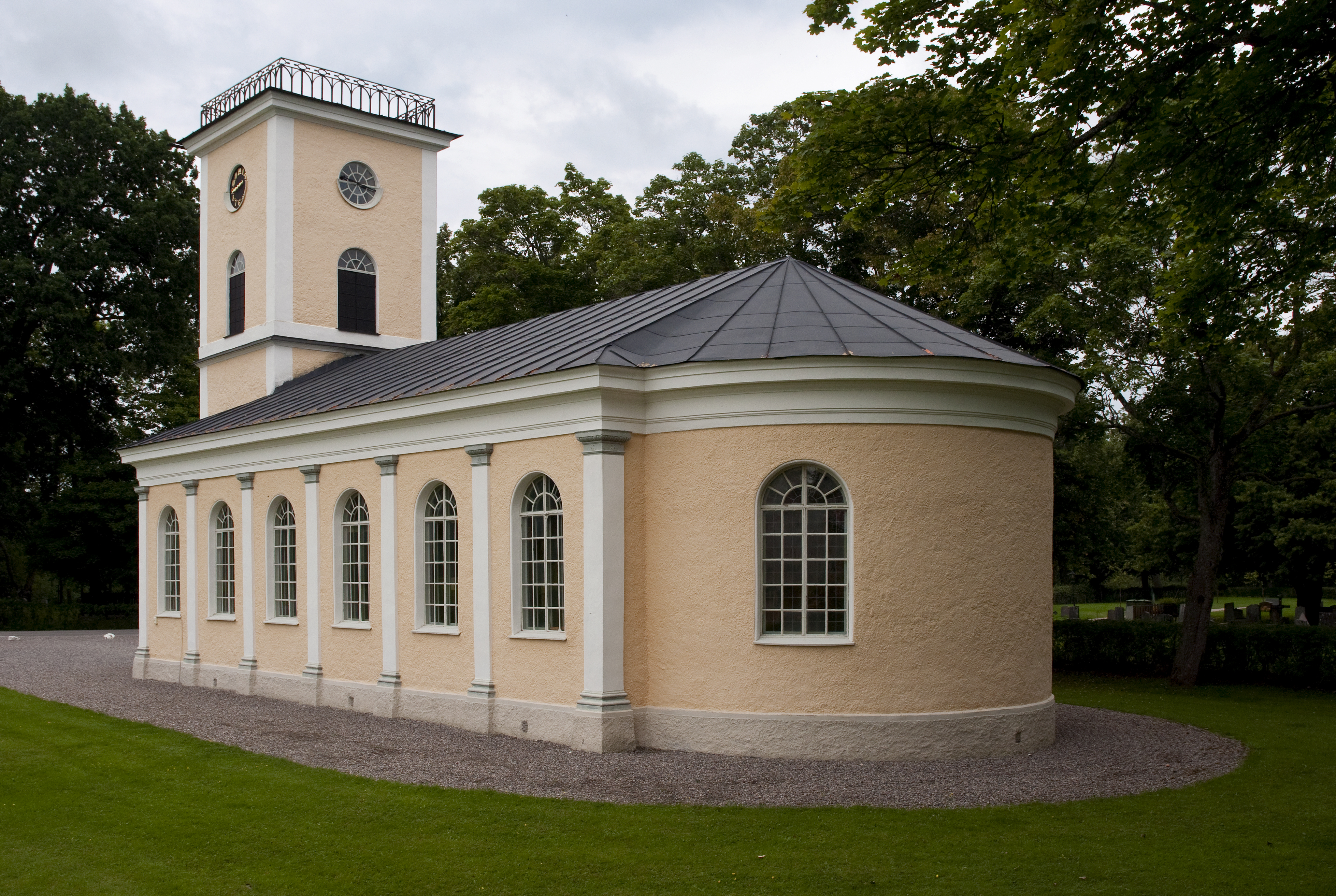
Brevens kyrka.

Brevens kyrka är en brukskyrka i Brevens bruk och hör till Asker-Lännäs församling i Örebro kommun.

## Kyrkobyggnaden
Kyrkobyggnaden uppfördes 1840–1842 i empirestil och bekostades av dåvarande bruksägaren Johan August Anckarsvärd. Kyrkan är orienterad i nordsydlig riktning, med ingången i norr och altaret i söder. Kyrkans planform utgörs av rektangulärt långhus med utbyggt, halvrunt korparti och något indraget torn i långhusets norra del; på vardera sidan om tornkroppen finns avdelade smårum, däribland sakristia. Kyrkan är både till exteriör och interiör välbevarad och utgör ett vackert exempel på nyklassicism i mindre skala. Kyrkans putsade murar har avfärgats i gulockra, medan hörn, pilastrar och listverk är vita. Kyrktornet har platt tak omgivet av ett järnstaket. I tornet hänger två klockor; inskriften på den stora klockan lyder: "Förfärdigad och överlämnad till Brevens kyrka år 1873 under besittningstiden då friherrinnan E. G. C. Gripenstedt, född Anckarsvärd, gift med statsrådet, riddaren och kommendören av kongl. majestäts orden m. m. friherre J. A. Gripenstedt var innehavare av Bysta fideikommiss med underlydande." Klockorna göts av Bredmans gjuteri i Stockholm.
Kyrkan invigdes den 18 september 1842.
Vid varje Kristi himmelsfärds dag, innan gudstjänsten börjar, spelar Brevens Hornmusikkår från torntaket.

## Kyrkorummet
Kyrkorummet har behållit sin ursprungliga karaktär. Egendomligt nog har predikstolen placerats ovanför altaret istället för vid vänstra väggen. Ordningen, som är reformert och främmande för lutherdomen, var vanlig i Sverige i slutet av 1700-talet. Ovanför predikstolen finns oljemålningen Maria med barnet, flankerad av två keruber. På  altarbordet nedanför predikstolen finns en tavla med den törnekrönte och ett krucifix på fot i silver. Sakristian var tidigare inrymd bakom predikstolen, men flyttades till en inbyggnad under läktaren i samband med restaureringen 1978.

## Orgel
- År 1852 flyttades en orgel hit från Högsjö kapell, Västra Vingåker. Orgeln var byggd 1830 av Johan Samuel Strand i Västra Vingåker.
- Den nuvarande orgeln är byggd 1952 av Åkerman & Lund, Knivsta och är en mekanisk orgel. Fasaden är från orgeln som flyttades hit 1852.

| Huvudverk I   | Svällverk II      | Pedal      | Koppel |
| Rörflöjt 8´   | Gedackt 8´        | Subbas 16´ | I/P    |
| Principal 4´  | Salicional 8´     |            | II/P   |
| Mixtur 3 chor | Flöjt 4´          |            | II/I   |
|               | Principal 2'      |            |        |
|               | Tremolo           |            |        |
|               | Crescendosvällare |            |        |